# Komorowice (województwo wielkopolskie)
Komorowice – wieś w Polsce położona w województwie wielkopolskim, w powiecie nowotomyskim, w gminie Lwówek.
W okresie Wielkiego Księstwa Poznańskiego (1815-1848) miejscowość wzmiankowana jako Komorowo Olendry należała do wsi większych w ówczesnym powiecie bukowskim, który dzielił się na cztery okręgi (bukowski, grodziski, lutomyślski oraz lwowkowski). Komorowo Olendry należało do okręgu lwowkowskiego i stanowiło część majątku Lwówek Zamek (niem. Neustadt), którego właścicielem był wówczas (1837) Antoni Łącki. W skład rozległego majątku Lwówek Zamek wchodziło łącznie 36 wsi. Według spisu urzędowego z 1837 roku Komorowo Olendry liczyło 252 mieszkańców i 35 dymów (domostw).
W latach 1975–1998 miejscowość administracyjnie należała do województwa poznańskiego.